# Liste des stations de sports d'hiver des Pyrénées
Cet article recense les stations de sports d'hiver de la chaîne des Pyrénées.

## France
| Station                     | Pistes ski alpin | Pistes ski alpin | Pistes ski de fond | Pistes ski de fond | Altitude (m) | Altitude (m) | Remontées mécaniques |
| Station                     | Nombre           | Longueur (km)    | Nombre             | Longueur (km)      | Mini         | Max          | Remontées mécaniques |
| --------------------------- | ---------------- | ---------------- | ------------------ | ------------------ | ------------ | ------------ | -------------------- |
| Pyrénées-Atlantiques (64)   |                  |                  |                    |                    |              |              |                      |
| Artouste (64)               | 18               | 27               |                    |                    | 1350         | 2100         | 11                   |
| Gourette (64)               | 35               | 40               | 1                  | 3                  | 1350         | 2450         | 11                   |
| La Pierre Saint-Martin (64) | 24               | 27               | 11                 | 23                 | 1500         | 2200         | 13                   |
| Iraty (64)                  |                  |                  | 3                  | 28                 | 1200         | 1500         |                      |
| Issarbe (64)                |                  |                  | 9                  | 31                 | 1450         | 1500         |                      |
| Le Somport (64)             |                  |                  | 9                  | 34                 | 1600         | 1712         |                      |
| Hautes-Pyrénées (65)        |                  |                  |                    |                    |              |              |                      |
| Saint-Lary-Soulan (65)      | 59               | 105              | 1                  | 4                  | 1700         | 2515         | 26                   |
| Domaine du Tourmalet (65)   | 57               | 100              | 5                  | 50                 | 1400         | 2500         | 27                   |
| Cauterets (65)              | 23               | 36               | 4                  | 36.5               | 1730         | 2415         | 11                   |
| Piau-Engaly (65)            | 41               | 65               |                    |                    | 1400         | 2528         | 11                   |
| Val-Louron (65)             | 20               | 22               |                    |                    | 1450         | 2100         | 10                   |
| Luz-Ardiden (65)            | 29               | 62               | 1                  | 5                  | 1680         | 2500         | 12                   |
| Gavarnie-Gèdre (65)         | 29               | 32               | 1                  | 7.5                | 1850         | 2300         | 8                    |
| Hautacam (65)               | 16               | 26               | 3                  | 15                 | 1500         | 1800         | 8                    |
| Nistos (65)                 |                  |                  | 8                  | 53                 | 1600         | 1800         |                      |
| Payolle-campan (65)         |                  |                  | 5                  | 50                 | 1100         | 1400         |                      |
| Val d'Azun (65)             |                  |                  | 10                 | 90                 | 1348         | 1600         |                      |
| Haute-Garonne (31)          |                  |                  |                    |                    |              |              |                      |
| Luchon-Superbagnères (31)   | 28               | 32               |                    | 4                  | 1440         | 2260         | 13                   |
| Peyragudes (31 et 65)       | 51               | 60               |                    |                    | 1600         | 2400         | 17                   |
| Le Mourtis (31)             | 19               | 23               |                    | 8                  | 1350         | 1860         | 10                   |
| Bourg-d'Oueil (31)          | 7                | 5                |                    |                    | 1350         | 1500         | 3                    |
| Ariège (09)                 |                  |                  |                    |                    |              |              |                      |
| Mijanès-Donezan (09)        | 15               | 12               |                    | 26                 | 1530         | 2000         | 6                    |
| Guzet (09)                  | 29               | 40               |                    | 3                  | 1100         | 2100         | 15                   |
| Monts d'Olmes (09)          | 21               | 23               |                    |                    | 1400         | 1955         | 11                   |
| Ax 3 Domaines (09)          | 38               | 83               |                    | 5                  | 1400         | 2400         | 21                   |
| Ascou-Pailhères (09)        | 17               | 20               |                    |                    | 1490         | 1990         | 7                    |
| Goulier Neige (09)          | 7                | 7                |                    |                    | 1500         | 1850         | 5                    |
| Plateau de Beille (09)      | 1                | 1                |                    | 73                 | 1800         | 2000         | 1                    |
| Domaine du Chioula (09)     |                  |                  |                    | 56                 | 1250         | 1650         |                      |
| Étang de Lers (09)          |                  |                  |                    | 25                 | 1274         | 1570         |                      |
| Aude (11)                   |                  |                  |                    |                    |              |              |                      |
| Camurac (11)                | 11               | 15               |                    | 10                 | 1500         | 1800         | 4                    |
| Pyrénées-Orientales (66)    |                  |                  |                    |                    |              |              |                      |
| Les Angles (66)             | 45               | 55               |                    | 36                 | 1600         | 2400         | 20                   |
| Font-Romeu (66)             | 46               | 58               |                    | 111                | 1712         | 2213         | 23                   |
| Formiguères (66)            | 19               | 25               |                    |                    | 1700         | 2400         | 7                    |
| Porté-Puymorens (66)        | 50               | 50               |                    | 15                 | 1600         | 2500         | 10                   |
| La Quillane (66)            | 5                | 3                |                    |                    | 1710         | 1810         | 4                    |
| Espace Cambre d'Aze (66)    | 23               | 22               |                    |                    | 1650         | 2400         | 16                   |

## Espagne

### Navarre
- Abodi Salazar (ski de fond) : 6 pistes sur 33 km.
- Larra-Belagua (ski de fond) : 7 pistes sur 26 km.

### Aragon
- Aramón Cerler (ski de piste) : 72 pistes sur 81 km.
- Aramón Formigal (ski de piste) : 110 pistes sur 143 km.
- Astún (ski de piste) : 50 pistes sur 50 km.
- Candanchú (ski de piste - ski de fond) : 51 pistes sur 51 km.; 3 circuits de 2,5 ; 5 et 7.5 km = 15 km.
- Panticosa - Los Lagos (ski de piste) : 45 pistes sur 39 km.
- Llanos del hospital (ski de fond) : 3 circuits de 5 ; 7 et 18 km = 30 km.
- Balneario de Panticosa (ski de fond) :
- Fanlo del valle de Vio (ski de fond) :
- Gabardito (ski de fond) :
- Le Somport - Candanchú (ski de fond) : 9 boucles en 34 km.
- Linza (ski de fond) :
- Lizara (ski de fond) :
- Pineta (ski de fond) :

### Catalogne
- Boí Taüll (ski de piste) : 47 pistes sur 47 km.
- Vall de Núria (ski de piste) : 11 pistes sur 8 km.
- Masella (ski de piste) : 65 pistes sur 74 km.
- Port del Comte (ski de piste) : 37 pistes sur 50 km.
- Rasos de Peguera (ski de piste)
- Vallter 2000 (ski de piste) : 16 pistes sur 21 km.

- Baqueira Beret (ski de piste et de fond) : 114 pistes sur 170 km.; 1 circuit de 7 km.
- Espot Esquí (ski de piste et de fond) : 22 pistes sur 25 km.
- La Molina (ski de piste)  : 68 pistes sur 71 km.
- Port Ainé (ski de piste et de fond) : 25 pistes sur 27 km.
- Tavascan (ski de piste et de fond) : 7 pistes sur 5 km.; 9 circuits pour 18 km.

- Aransa (ski de fond)
- Bonabe (ski de fond)
- Guils Fontanera (ski de fond)
- Lles (ski de fond)
- Pla de Negua (ski de fond)
- Sant Joan de l'Erm (ski de fond)
- Tuixén - La Vansa (ski de fond)
- Virós-Vallferrera (ski de fond)

## Andorre
| Domaine                     | Stations                                                                      | Lieu                             | Altitude (m)    | Nb de pistes (km) | Nb de pistes (km) | Nb de pistes (km) | Infrastructures - Remontées mécaniques | Remarques |
| Domaine                     | Stations                                                                      | Lieu                             | Altitude (m)    | Total             | alpin             | fond              | Infrastructures - Remontées mécaniques | Remarques |
| --------------------------- | ----------------------------------------------------------------------------- | -------------------------------- | --------------- | ----------------- | ----------------- | ----------------- | -------------------------------------- | --- |
| Grandvalira Resorts Andorra | Grandvalira (Pas de la Case, Grau Roig, El Tarter, Soldeu, Canillo et Encamp) | Paroisses d'Encamp et de Canillo | 1300 m - 2528 m | 210 km            | 139 (210km)       |                   | 62 remontées mécaniques + 8 tapis      | Ensemble des stations allant du Pas de la Case à Encamp, plus grand domaine des Pyrénées avec plus de 200 km de pistes alpines. |
| Grandvalira Resorts Andorra | Pal Arinsal                                                                   | Paroisse de La Massana           | 1550 m - 2560 m | 63 km             | 41 (63km)         |                   | 30 remontées mécaniques + 8 tapis      | |
| Grandvalira Resorts Andorra | Ordino Arcalís                                                                | Paroisse d'Ordino                | 1940 m - 2625 m | 30,5 km           | 29 (30,5 km)      |                   | 16 remontées mécaniques                | |
| Naturlàndia                 | La Rabassa                                                                    | Paroisse de Sant Julià de Lòria  | 1960 m - 2160 m | 15 km             |                   | 4 (15 km)         |                                        | |